# Cantar de Roncesvalles
El Cantar de Roncesvalles es un poema épico escrito con rasgos de romance navarro compuesto posiblemente entre 1225 y 1250. Solo se conserva un fragmento de cien versos de los 5.500 que tendría originalmente según los estudios de Ramón Menéndez Pidal.

## El manuscrito
En 1916 fue encontrado por casualidad en el Archivo Real y General de Navarra por el capuchino Fernando de Mendoza que le transmitió al archivero Carlos de Marichalar el descubrimiento. Marichalar le hizo llegar la noticia a Ramón Menéndez Pidal «por medio de Amado Alonso, alumno de la Facultad de Letras» que le remitió a su maestro primeramente «la transcripción de las páginas segunda y tercera de dichos folios, poniendo después a su disposición el original del mismo».
Como indicaba posteriormente Juan José Martinena, archivero desde 1985 a 2010, corrobora lo ya comunicado por Menéndez Pidal de que «esta joya pudo llegar hasta nuestros días gracias a que durante siglos sirvió de guarda al Libro de Fuegos del Reino de 1366».
El documento encontrado, escrito en pergamino grueso, presenta una escritura gótica propia a la utilizada en las cancillerías de Navarra y Aragón durante los siglos XIII-XIV. Menéndez Pidal se aventura más al precisar que «fue manuscrito en Navarra hacia 1310. Se trata, pues, de un códice coetáneo del Cantar de Mio Cid».

## Argumento
Como señala el mismo Menéndez Pidal, el Cantar de Roncesvalles tendría el siguiente argumento: Carlomagno conquista la Hispania salvo Zaragoza; viene acompañado de Roldán — hijastro de Ganelón, el traidor que se entiende con Marsín, rey moro de Zaragoza. De regreso a Francia, encarga la retaguardia de su ejército a Roldán, que es sorprendido por los moros en Roncesvalles, donde se libra una batalla en la que intervienen, además de los héroes, Reinaldos, Baldovinos y Beltrán. La temeridad heroica de Roldán y Reinaldos hace retroceder a los moros que, rehechos, vuelven al ataque. Turpín exhorta al ejército francés y Roldán corta el brazo derecho de Marsín, que huye.
Los moros organizan otra vez sus filas y lanzándose sobre los franceses, los van matando poco a poco. Al ver la magnitud del desastre, Roldán tañe su trompa pidiendo auxilio a Carlomagno. Después mueren Oliveros y Reinaldos. Cuando los moros sienten la venida del emperador, huyen. Turpín bendice a los muertos y Roldán les rinde los últimos honores; sin embargo, se siente morir sin golpes ni heridas y, al llegar Carlomagno, persigue a Marsín. De nuevo en Roncesvalles, Carlomagno buscaría a sus allegados entre los cadáveres; regresaría a Francia para enterrar allí a los muertos y doña Alda, esposa de Roldán, moriría en el entierro del héroe. 
La verdadera batalla no fue entre Carlomagno y los moros, sino contra los vascones. El fragmento que se ha conservado contiene la descripción de los cadáveres de la batalla de Roncesvalles, que son contemplados por Carlomagno: el del arzobispo Turpín, el de Roldán y la cabeza de Oliveros, a los que dirige respectivos plantos. A continuación el duque de Aimón encuentra el cadáver de Rinalte, su hijo (que en la tradición hispánica corresponde a Reinaldos de Montalbán), expresa asimismo su duelo por la muerte del hijo y lo hace apartar del resto de las víctimas.

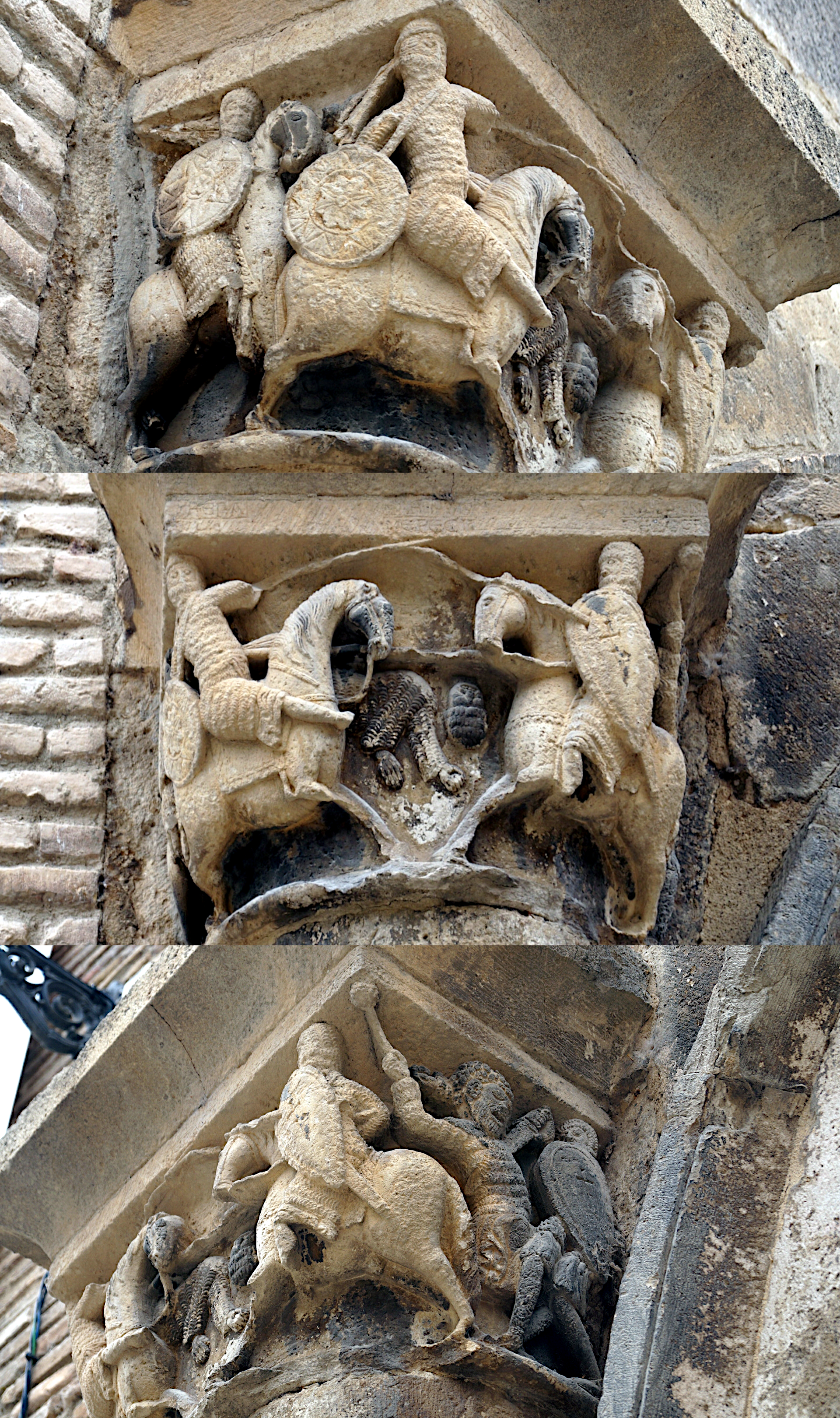
Combate entre Roldán y Ferragut. Capitel del Palacio de los Reyes de Navarra (Estella).

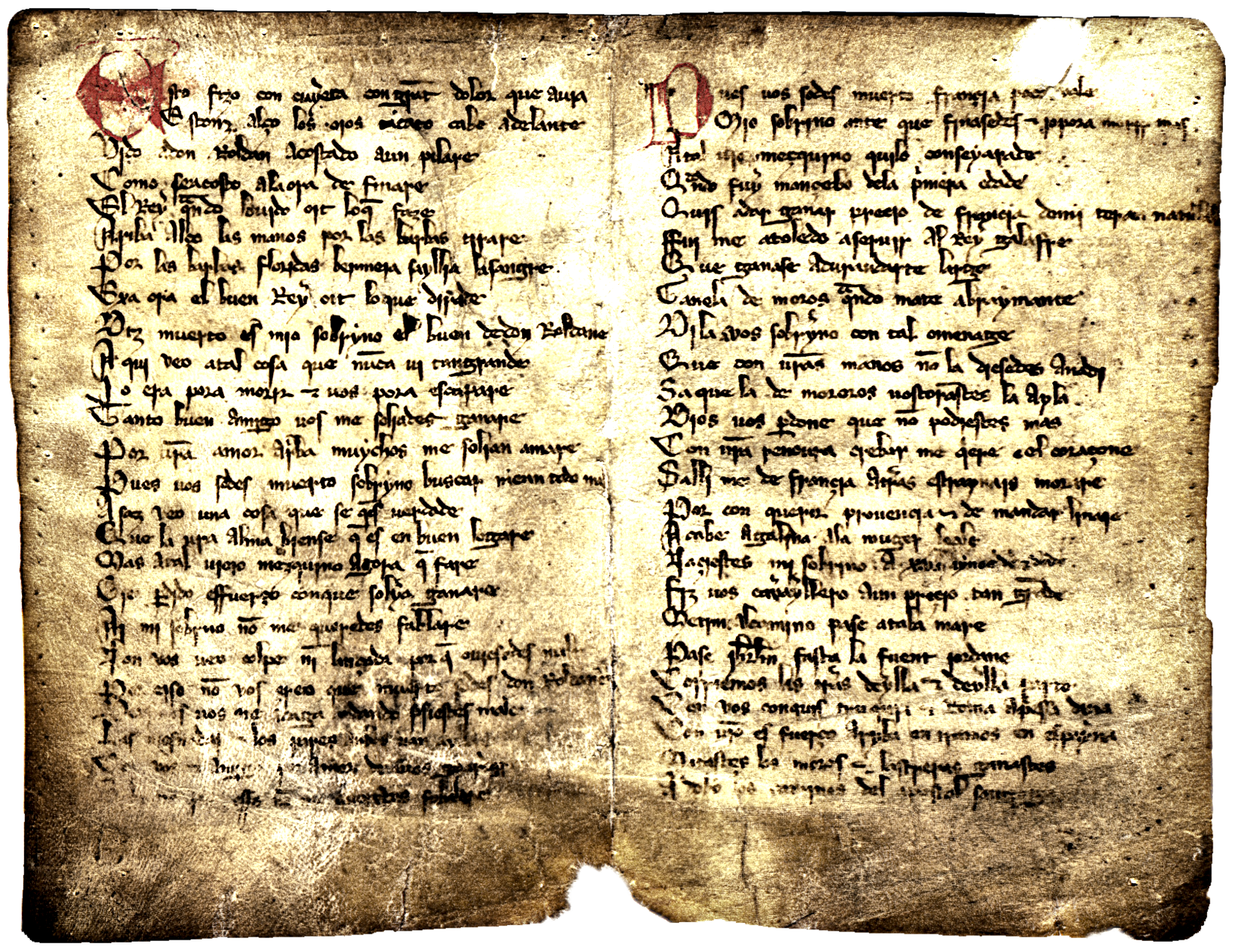
Cantar de Roncesvalles (ff. 1v-2r) en romance navarro (Archivo Real y General de Navarra)

## Épica francesa
El Cantar de Roncesvalles no es heredero directo de la tradición poética del Cantar de Roldán, puesto que hay elementos en él que no están presentes allí, como la muerte de Reinaldos, alusión al Camino de Santiago, o los personajes Baldovinos y Beltrán.
El Roncesvalles tampoco es heredero de otras tradiciones de la épica francesa, como el Pseudo-Turpín, puesto que hay elementos en el Roncesvalles no presentes en Turpín (Roldán no muere de heridas, Marsín no es muerto por Roldán, el arzobispo Turpín sucumbe en la lucha). Menéndez Pidal llega a la conclusión de que, no derivando el Cantar de Roncesvalles del Cantar de Roldán, «el Roncesvalles español no debió tener presente el Turpín, sino todo lo más las mismas leyendas que inspiraron el Turpín, o bien otras análogas».
Es pues, un desarrollo original de la materia épica en la literatura española. Tomando como punto de partida, la historia de Roldán, en la península ibérica adquirió una personalidad propia, apartándose de las tradiciones galorrománicas. La leyenda que inspiró el Cantar de Roncesvalles pudo venir a través de Provenza en el siglo XII. La independencia de la tradición del Cantar de Roncesvalles en la Península se vio confirmada con la aparición de la Nota emilianense, una glosa del tercer cuarto del siglo XI. Esta nota es incluso anterior a cualquiera de los poemas franceses, y reflejaría una etapa más arcaica de la ficción literaria.